# Orestias tutini
Orestias tutini är en fiskart som beskrevs av Tchernavin, 1944. Orestias tutini ingår i släktet Orestias och familjen Cyprinodontidae. Inga underarter finns listade i Catalogue of Life.